# 博特爾山

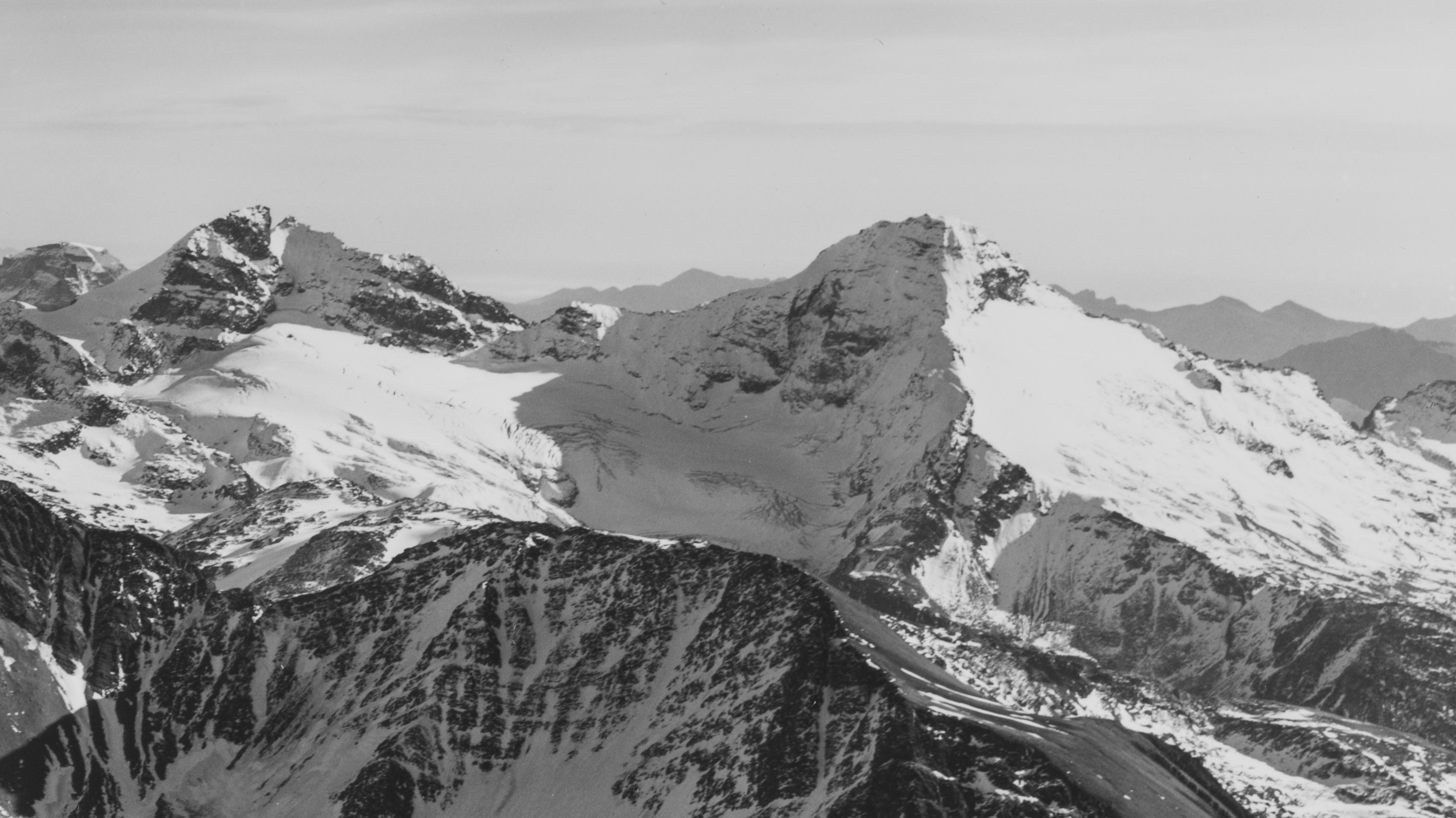

46°17′40″N 8°07′32″E / 46.29456°N 8.12563°E
博特爾山（義大利語：Punta del Rebbio），是南歐的山峰，位於瑞士和意大利接壤的邊境，由瓦萊州和韋爾巴諾-庫西奧-奧索拉省負責管轄，屬於勒蓬廷山的一部分，海拔高度3,194米。